# Shawn Fonteno
Shawn Darnell Fonteno, également connu sous le nom de Solo, est un acteur et rappeur américain. Il est surtout connu pour avoir joué et doublé Franklin Clinton dans le jeu vidéo Grand Theft Auto V en 2013. Il est le cousin du rappeur Young Maylay, qui a joué Carl "CJ" Johnson, le protagoniste du jeu vidéo de Grand Theft Auto: San Andreas. Shawn Fonteno a grandi à Watts, quartier situé dans le South Los Angeles. Outre son interprétation de Franklin Clinton, il a joué dans des films réalisés par le producteur de disques DJ Pooh tels que The Wash.
En 2021, Shawn Fonteno et Slink Johnson, acteur de Lamar Davis dans Grand Theft Auto V, ont repris respectivement leurs rôles de Franklin et Lamar dans une reconstitution en réel d'une cinématique du jeu qui a fait l'objet d'un mème internet dans laquelle Lamar réprimande Franklin pour sa coupe de cheveux. La scène a connu un regain de popularité fin 2020 lorsque des parodies de la cinématique ont été mises en ligne sur YouTube et d'autres sites d'hébergement de vidéos,.

## Filmographie

### Film
| Année | Titre      | Rôle   |
| ----- | ---------- | ------ |
| 2000  | 3 Strikes  | Big Mo |
| 2001  | The Wash   | Face   |
| 2017  | Grow House | Bam    |

### Jeux vidéo
| Année | Titre                         | Rôle                                        | Remarques                    |
| ----- | ----------------------------- | ------------------------------------------- | ---------------------------- |
| 2004  | Grand Theft Auto: San Andreas | Membre du gang des Families de Grove Street | Voix - crédité comme "Solo"  |
| 2013  | Grand Theft Auto V            | Franklin Clinton                            | Voix et capture de mouvement |
| 2021  | Grand Theft Auto Online       | Franklin Clinton                            | Voix et capture de mouvement |